# Erhard von Schmidt

Erhard von Schmidt

Erhard Franz Albrecht Ferdinand Remus Erich von Schmidt (* 2. April 1903 in Thorn; † 27. Januar 1994 in Bergisch Gladbach) war ein deutscher Politiker (NSDAP).

## Leben
Nach dem Besuch des Realgymnasiums in Halberstadt, Potsdam und Danzig von 1909 bis 1914 gehörte Schmidt von 1914 bis 1920 dem Kadettenkorps in Potsdam und Berlin-Lichterfelde an. Anschließend erlernte er den Beruf des Landwirts, den er schließlich in Kölzow, Tschechen bei Königzelt/Kreis Schweidnitz, Schlesien und in Sadewitz/Landkreis Breslau (heute poln. Sadowice, Woiwodschaft Wrocław), Schlesien ausübte. Später verdiente er seinen Lebensunterhalt als Kaufmann in Berlin, Königsberg, Halberstadt, Hamburg, Leipzig und Köln. 
In Köln war er, inzwischen Mitglied der SA und nach der Aufhebung des reichsweiten SA- und SS-Verbotes am 14. Juni 1932, mit Wirkung vom 1. Juli 1932 zum Standartenführer ernannt, von diesem Tag bis zum 14. September 1933 Stabsführer der SA-Untergruppe Köln-Aachen. Nachdem diese Untergruppe ab 15. September 1933 im Zuge einer reichsweiten Umorganisation der SA, in „SA-Brigade 71“ »Köln« umbenannt worden war, hatte er diese Dienststellung noch bis zum 25. September 1933, dem Tag seiner Versetzung zur SA-Gruppe Pommern inne. Zuvor war er im August 1933 noch zum Stadtverordneten in Köln gewählt worden. Am 9. November 1933 wurde Erhardt von Schmidt zum SA-Oberführer befördert und anschließend vom 10. bis zum 30. November mit der Führung der SA-Brigade 16 »Schleswig« der SA-Gruppe Nordmark beauftragt. Seine SA-Karriere fand ihre Fortsetzung mit seiner Versetzung zur SA-Gruppe Hansa. Vom 1. Dezember 1933 bis zum 28. Februar 1934 war er mit der Führung der SA-Brigade 11 »Mecklenburg« (Sitz Schwerin) beauftragt, bevor er ab 1. März 1934 zum Führer dieser SA-Formation ernannt wurde. Am 20. April 1934 zum SA-Brigadeführer befördert, hatte er die Führung der SA-Brigade 11 über die Wirren des sogenannten „Röhm-Putsches“ hinweg noch bis zum 30. November 1936 inne. Ab diesem Zeitpunkt übte er in der SA keine Kommandofunktion mehr aus, war aber bis 31. Januar 1937 SA-Führer z.V. der SA-Gruppe Hansa, bevor er ein weiteres Mal versetzt wurde, nunmehr ab dem 1. Februar 1937 zur SA-Gruppe Berlin-Brandenburg und z.V. der SA-Brigade 30 »Berlin-West« (Sitz Berlin-Grunewald) gestellt.
Vom 29. März 1936 bis Mai 1938 saß von Schmidt als Abgeordneter für den Wahlkreis 35 (Mecklenburg) im nationalsozialistischen Reichstag. Im April 1938 kandidierte er auf Platz 569 des „Reichswahlvorschlags“ erneut für den Reichstag, ohne jedoch gewählt zu werden. Zu diesem Zeitpunkt war er in Berlin-Lichtenrade, Wolziger Zeile 15, wohnhaft.
Ab Juli 1942 war Erhardt von Schmidt für die Kriegsdauer Ehrenamtlicher Richter am Volksgerichtshof in Berlin.
Erhard von Schmidt heiratete 1934 Ulla Elisabeth Hedwig Charlotte Lea Augusta Ernstine von Both.